# Enrique Conrado Sieburger
Enrique Conrado Sieburger (18 de novembro de 1897 — 1965) foi um velejador argentino, medalhista olímpico. Ele competiu nos Jogos Olímpicos de Verão de 1948 na classe 6 Metre e conquistou a medalha de prata na disputa a bordo do Djinn com Emilio Homps, Rodolfo Rivademar, Rufino Rodríguez de la Torre, Enrique Sieburger Jr. e Julio Sieburger.
Seus familiares com experiência em vela olímpica incluíam seu irmão Julio, seus filhos Carlos e Enrique Jr. e seu sobrinho Roberto. Sua filha se casou com o velejador argentino Jorge del Río Salas, que conquistou a prata olímpica na classe Dragon nos Jogos de 1960.